# Carro solar

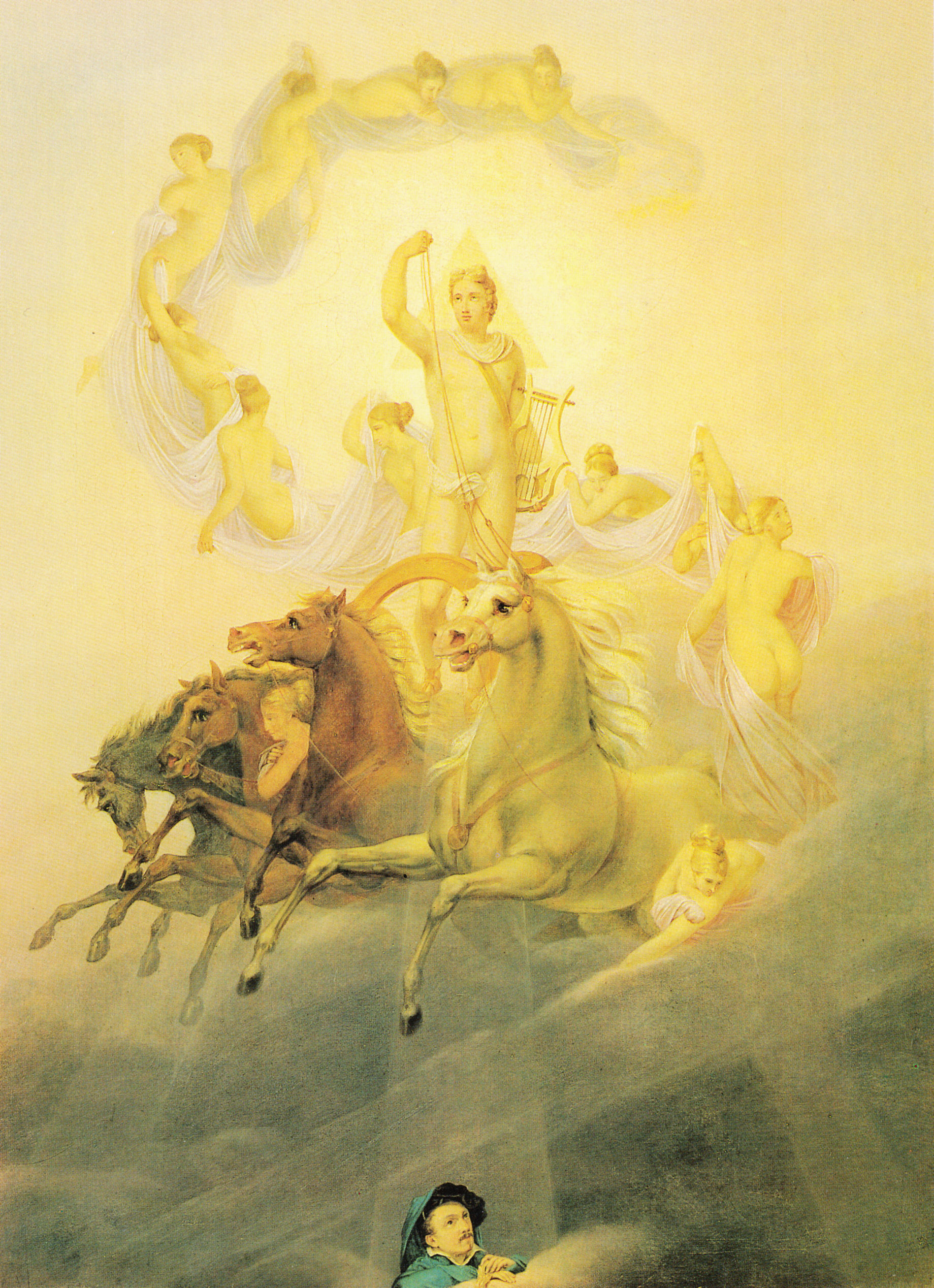
Representació d'Apol·lo i el carro solar de Georg Friedrich Kersting (1822).

Els carros solars són objectes mitològics semblants a carruatges que representen el recorregut del Sol pel firmament. La barca solar és un altre símbol mitològic de connotacions similars. En les mitologies antigues, els carros solars feien al·lusió al moviment aparent del Sol de Llevant a Ponent, així com el seu ressorgiment a l'est l'endemà, que en aquell moment encara no es comprenia amb exactitud. En algunes concepcions de l'Univers, hi havia una deïtat solar (de vegades una personificació del mateix Sol) que controlava el carro i era venerada en un culte al Sol.
El carro solar és d'origen indoeuropeu i per això apareix a les mitologies de les cultures derivades d'aquest poble, com per exemple:
- La mitologia de l'edat de bronze nòrdica, com es veu al carro Solar de Trundholm[2]
- La mitologia nòrdica (filla parcialment de l'anterior), amb el carro tirat per Árvakr i Alsviðr
- El carro de l'Helios grec, que inspira el mite de Faetont
- El carro de set cavalls de Súrya[3]